# A D-beat Odyssey
A D-beat Odyssey è un EP studio del gruppo Wolfbrigade.

## Tracce
1. Realisation Av Välfarden
2. Långt Fall
3. Förbrukrad
4. Jag Mot Dig
5. Liv-Rädd
6. Idioternas Parad